# Hemidactylus smithi
Hemidactylus smithi este o specie de șopârle din genul Hemidactylus, familia Gekkonidae, descrisă de Boulenger 1895. Conform Catalogue of Life specia Hemidactylus smithi nu are subspecii cunoscute.